# 菲利普·费雪
菲利普·费雪（英語：Philip A. Fisher，1907年9月8日—2004年3月11日），美国投资家，现代投资理论的开路先锋之一，成长投资策略之父。

## 生平
- 1907年菲利普·费雪生于美国三藩市。
- 1928年于斯坦福大学商学院毕业。同年5月受聘于三藩市国安盎格国民银行，成为一名证券统计员（即是后来的证券分析师）。
- 1931年3月1日，创立费雪投资管理咨询公司。
- 1942年至1946年于美国陆军航空兵团当地勤官，服役3年半。
- 1961年和1963年受聘于斯坦福大学商学研究所教授高级投资课程。
- 1999年退休。
- 2004年3月逝世，享年96岁。

## 著作
- 1957年出版《怎樣選擇成長股》（Common Stocks and Uncommon Profits）
- 1960年出版《股市投資致富之道：投資大師費雪教你怎樣炒股》（Paths to Wealth through Common Stocks）。
- 1975年出版《保守型投資者夜夜安寢》（Conservative Investors Sleep Well）
- 1980年出版《財務分析研究基礎》（The Financial Analysts Research Foundation）